# Gymnasium Bruchhausen-Vilsen
Das Gymnasium Bruchhausen-Vilsen ist ein allgemeinbildendes, staatliches Gymnasium im niedersächsischen Flecken Bruchhausen-Vilsen im Landkreis Diepholz. Leiterin der Schule ist Elisabeth Peitzmeier-Stoffregen.

## Beschreibung
Das Gymnasium an der Straße „Auf der Loge“ wurde im Jahr 2004 als Außenstelle des Gymnasiums Sulingen gegründet. In Niedersachsen kam es nach Abschaffung der Orientierungsstufe (mit den Jahrgängen 5 und 6) zu zahlreichen Neugründungen dieser Schulform. Erst zwei Jahre später wurde das Gymnasium selbstständig. Es wird besucht von Schülern der Klassen bzw. Jahrgänge 5 bis 13. Das Abitur kann mit dem sprachlichen, musisch-künstlerischen, gesellschaftswissenschaftlichen, naturwissenschaftlichen oder mit dem sportlichen Profil abgelegt werden.

## Kooperationen
Es bestehen Kooperationen mit der Kreismusikschule, den Sportvereinen in der Samtgemeinde, mit Löwenherz und VILSA.

## Teilnahme an Wettbewerben
Ältere Schüler nehmen am „ROSA-Wettbewerb“ und an den Wettbewerben Jugend debattiert, Jugend forscht oder Jugend trainiert für Olympia teil.

## Auszeichnungen
Die Auszeichnungen Schule ohne Rassismus, Schule mit Courage und „Umweltschule“ (2014 und 2016) sind Zeichen für das gesellschaftliche Engagement der Schülerschaft des Gymnasiums.